# Dautzenbergia dentata
Dautzenbergia dentata is een vlokreeftensoort uit de familie van de Pontogeneiidae. De wetenschappelijke naam van de soort is voor het eerst geldig gepubliceerd in 1920 door Chevreux.